# Nymphargus chancas
Nymphargus chancas es una especie de anfibio anuro de la familia Centrolenidae.

## Distribución geográfica
Esta especie es endémica de la provincia de Lamas en la región de San Martín, Perú. Habita a una altitud de 1080 m en la Cordillera Oriental.

## Descripción
El holotipo masculino mide 24.9 mm.

## Etimología
Esta especie lleva el nombre en honor a los Chancas.

## Publicación original
- Duellman & Schulte, 1993 : New species of centrolenid frogs from northern Peru. Occasional Papers of the Museum of Natural History, University of Kansas, n.º 155, p. 1-33[6]